# لغزي (سقز)
قرية لغزي (بالكردية: لەگزی) هي إحدى القرى التابعة لـصاحب في ريف قسم زيويه من مقاطعة سقز، في محافظة كردستان الإيرانية.

## السكان
حسب إحصاءات سنة 2006، بلغ إجمالي السكان في لغزي 367 نسمة وعدد المساكن 84 مسكن. لغة سكان لغزي هي اللغة الكردية وهم من أهل السنة والجماعة والمذهب الشافعي.